# Podział administracyjny Anglii
     Hrabstwa i dystrykty metropolitalne
     Hrabstwa niemetropolitalne
     Jednostki unitary authority
     Wielki Londyn z podziałem na gminy i City of London

Podział administracyjny Anglii według rodzaju jednostek:
Hrabstwa i dystrykty metropolitalne
Hrabstwa niemetropolitalne
Jednostki unitary authority
Wielki Londyn z podziałem na gminy i City of London
Pogrubione linie wyznaczają granice hrabstw ceremonialnych

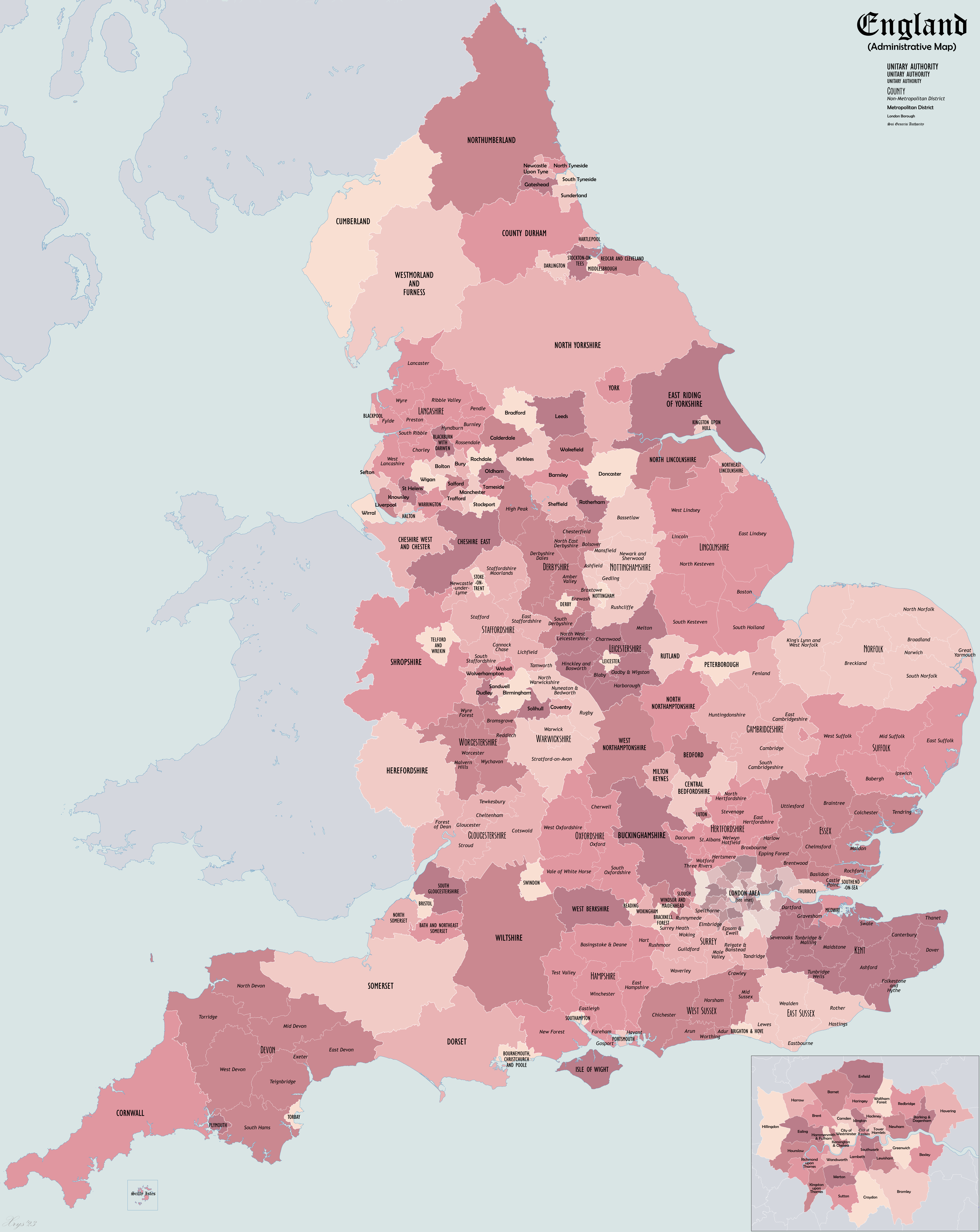
Mapa jednostek samorządu terytorialnego Anglii

Podział administracyjny Anglii – na terenie Anglii funkcjonuje system podziału administracyjnego inny od tych w pozostałych częściach składowych Wielkiej Brytanii (Walia, Szkocja, Irlandia Północna). Liczba szczebli administracyjnych oraz rodzaj jednostek administracyjnych jest odmienny w różnych częściach Anglii.
Na terenie kraju występują cztery główne rodzaje struktur administracyjnych:
- region → hrabstwo niemetropolitalne → dystrykt niemetropolitalny → (opcjonalnie) civil parish
- region → hrabstwo metropolitalne → dystrykt metropolitalny → (opcjonalnie) civil parish
- region → unitary authority → (opcjonalnie) civil parish
- region Wielki Londyn → gmina → (opcjonalnie) civil parish

Odmienna struktura administracyjna od powyższych funkcjonuje na terenie City of London oraz na wyspach Scilly. Regiony (z wyjątkiem Wielkiego Londynu) oraz hrabstwa metropolitalne pozbawione są faktycznej funkcji administracyjnej – nie są jednostkami samorządu terytorialnego, a wykorzystywane są głównie dla celów statystycznych.
Niezależnie od podziału administracyjnego na terenie Anglii funkcjonuje także podział na hrabstwa ceremonialne (ceremonial county). Są to obszary, którym przypisani są namiestnicy (lord-lieutenant), którzy reprezentują na danym obszarze monarchę.

## Regiony
Najwyższym szczeblem podziału administracyjnego Anglii są regiony (regions). Jest ich dziewięć i pokrywają całe terytorium Anglii. Utworzone zostały w 1994 roku, pierwotnie jako organy władzy rządowej zwane Government Offices for the Regions (GOR), jednak pozbawione tej funkcji w 2011 roku. Obecnie wykorzystywane są dla celów statystycznych. Wyjątkiem jest Wielki Londyn, który w przeciwieństwie do innych regionów stanowi jednostkę samorządu terytorialnego.

## Londyn

Mapa Wielkiego Londynu z podziałem na gminy i City of London

### Wielki Londyn
Wielki Londyn jest jednostką administracyjną najwyższego szczebla, o unikalnym statusie prawnym, obejmującą aglomerację londyńską. Utworzony został w 1965 roku, od 2000 roku zarządzany jest przez Greater London Authority, które odpowiada m.in. za działanie służb policyjnych, straży pożarnej, planowanie strategiczne i transport.
W skład Wielkiego Londynu wchodzą 32 gminy (London boroughs) oraz City of London.

### Gminy
Gminy (London boroughs) stanowią drugi szczebel podziału administracyjnego na terenie Londynu. Utworzone zostały w 1965 roku. Władze gmin odpowiedzialne są za większość zadań administracji samorządowej na swoim obszarze, w tym m.in. edukację, pomoc społeczną, planowanie przestrzenne, gospodarkę odpadami, utrzymanie dróg oraz placówek kulturalnych i rozrywkowych. Jest ich 32.
Od 2007 roku na szczeblu poniżej gminy mogą być tworzone, z inicjatywy mieszkańców, jednostki typu civil parish. Do 2022 roku utworzona została tylko jedna taka jednostka – Queen’s Park.

### City of London
City of London, obejmujące historyczne centrum Londynu, posiada unikalny status prawny wywodzący się ze średniowiecza. Organem zarządzającym jest City of London Corporation, który wypełnia wszystkie te same funkcje co władze gmin londyńskich, a dodatkowo także m.in. zadania mające na celu rozwój gospodarczy, utrzymanie terenów leśnych Epping Forest i Hampstead Heath (oba poza granicami City of London) i własnej policji (City of London Police).

## Hrabstwa niemetropolitalne
Hrabstwa niemetropolitalne (non-metropolitan counties, potocznie także shire counties) to jeden z trzech rodzajów jednostek administracyjnych drugiego szczebla (obok hrabstw metropolitalnych i jednostek unitary authority) poza Londynem. Utworzone w 1974 roku, zajmowały pierwotnie niemal cały obszar Anglii z wyjątkiem największych obszarów metropolitalnych oraz wysp Scilly. Wraz z dystryktami niemetropolitalnymi, na które są podzielone, tworzą dwustopniowy system samorządu lokalnego. Pierwotnie było ich 39. Od 1995 roku liczba hrabstw uległa stopniowej redukcji w wyniku tworzenia jednostek typu unitary authority, które łączą w sobie funkcje hrabstwa i dystryktu. Obecnie (od 1 kwietnia 2023) w Anglii jest 21 hrabstw niemetropolitalnych.
Rady hrabstw niemetropolitalnych odpowiedzialne są m.in. za edukację, transport, planowanie strategiczne, straż pożarną, ochronę konsumentów, gospodarkę odpadami, pomoc społeczną i utrzymanie bibliotek. Wraz z radami dystryktów są współodpowiedzialne za utrzymanie placówek kulturalnych i rozrywkowych.

## Dystrykty niemetropolitalne
Dystrykty niemetropolitalne (non-metropolitan districts) to jednostki wchodzące w skład hrabstw niemetropolitalnych. Utworzone zostały w 1974 roku. Od 1995 roku liczba dystryktów uległa stopniowej redukcji w wyniku tworzenia jednostek typu unitary authority, które łączą w sobie funkcje hrabstwa i dystryktu. Obecnie (od 1 kwietnia 2023) na terenie Anglii znajdują się 164 dystrykty niemetropolitalne.
Do funkcji rad dystryktów niemetropolitalnych należą m.in.: planowanie przestrzenne, mieszkalnictwo i zbiórka odpadów komunalnych, utrzymanie dróg lokalnych, zdrowie środowiskowe i utrzymanie cmentarzy. Wraz z radami hrabstw są współodpowiedzialne za utrzymanie placówek kulturalnych i rozrywkowych.
Kolejnym, fakultatywnym szczeblem administracyjnym poniżej dystryktu niemetropolitalnego są civil parish.

## Hrabstwa metropolitalne
Hrabstwa metropolitalne (metropolitan counties) to jeden z trzech rodzajów jednostek administracyjnych drugiego szczebla (obok hrabstw niemetropolitalnych i jednostek unitary authority) poza Londynem. Utworzone w 1974 roku, każde z sześciu hrabstw metropolitalnych obejmuje duży obszar metropolitalny. Ich liczba od tego czasu się nie zmieniła.
Wraz z dystryktami metropolitalnymi, na które są podzielone, pierwotnie tworzyły dwustopniowy system samorządu lokalnego. W 1986 roku rady hrabstw metropolitalnych zostały zlikwidowane, a całość ich funkcji przejęły dystrykty metropolitalne. Od tego czasu hrabstwa te pozbawione są realnej funkcji administracyjnej, a wykorzystuje się je głównie do celów statystycznych.

## Dystrykty metropolitalne
Dystrykty metropolitalne (metropolitan districts) to jednostki wchodzące w skład hrabstw metropolitalnych. Utworzone zostały w 1974 roku. Jest ich 36.
Pierwotnie tworzyły wraz z hrabstwami metropolitalnymi dwustopniowy system samorządu lokalnego. W 1986 roku rady dystryktów metropolitalnych przejęły od hrabstw wszystkie funkcje samorządowe. Zadania takie jak utrzymanie straży pożarnej, obrona cywilna, gospodarka odpadami i transport publiczny wykonywane są we współpracy z władzami innych dystryktów metropolitalnych.
Kolejnym, fakultatywnym szczeblem administracyjnym poniżej dystryktu metropolitalnego są civil parish.

## Unitary authorities
Unitary authority to jeden z trzech rodzajów jednostek administracyjnych drugiego szczebla (obok hrabstw niemetropolitalnych i metropolitalnych) poza Londynem. Pierwsza jednostka tego typu utworzona została w 1995 roku (Isle of Wight). Od tego czasu ich liczba stale wzrasta. Tworzone są na terenach dawniej zajmowanych przez hrabstwa i dystrykty niemetropolitalne, łącząc w sobie funkcje obu jednostek. Od 1 kwietnia 2023 jest ich 62.
Kolejnym, fakultatywnym szczeblem administracyjnym poniżej jednostki unitary authority są civil parish.

## Wyspy Scilly
Wyspy Scilly posiadają unikalny status prawny, ustanowiony w 1890 roku. Zakres odpowiedzialności rady wysp Scilly zbliżony jest do tego w jednostkach typu unitary authority, choć obejmuje także dodatkowe zadania, jak nadzór nad wodociągami i infrastrukturą lotniczą. Część zadań wykonywana jest we współpracy z radą dystryktu Kornwalia.

## Civil parishes
Civil parishes to jednostki najniższego szczebla na terenie Anglii. Są one fakultatywne – w kwietniu 2022 roku pokrywały 92% powierzchni Anglii, lecz jedynie 36% ludności. Było ich wówczas 10 480. Od 2007 roku mogą być tworzone na terenie całego kraju; wcześniej nie było to możliwe na terenie Londynu. Nowe jednostki formowane są z inicjatywy mieszkańców, większość ma korzenie historyczne.
Zarządzane mogą być przez wybieraną radę lub poprzez spotkania mieszkańców. Ich zakres odpowiedzialności jest mocno ograniczony. Może obejmować m.in. utrzymanie świetlic, pomników wojennych, parków, cmentarzy, ogrodów działkowych, placów zabaw, placówek rozrywkowych, lub inne zadania po uzgodnieniu z radą nadrzędnego dystryktu lub hrabstwa.